# Cladophora hutchinsiae
Espèce
Cladophora hutchinsiae est une espèce d’algues vertes marines faisant partie de la famille des Cladophoraceae.

## Étymologie
L’épithète spécifique hutchinsiae est un hommage à la botaniste et phycologue irlandaise Ellen Hutchins qui a prélevé le type nomenclatural dans la baie de Bantry, en Irlande.

## Synonymes
Cladophora hutchinsiae a pour synonymes :
- synonymes homotypiques :
  - Conferva hutchinsiae Dillwyn 1809 (basionyme)
  - Chloronitum hutchinsiae (Dillwyn) Gaillon 1928
- synonymes hétérotypiques :
  - Cladophora diffusa Harvey
  - Cladophora rectangularis var. distans Unknown authorities
  - Conferva distans C.Agardh 1824
  - Conferva rectangularis A.W.Griffiths 1833
  - Cladophora vesiculosa Kützing 1843
  - Cladophora alysoidea Meneghini 1844
  - Cladophora rectangularis (A.W.Griffiths) Harvey 1846
  - Cladophora hutchinsiae var. distans (C.Agardh) Kützing 1849
  - Cladophora rectangularis var. hispida Kützing 1849
  - Cladophora rectangularis var. subnuda Kützing 1849
  - Cladophora rectangularis var. horrida Kützing 1849
  - Cladophora hormocladia Kützing 1849
  - Cladophora rissoana Montagne ex Kützing 1849
  - Cladophora utriculosa var. virgata Kützing 1849
  - Cladophora virgata (Kützing) Kützing 1853
  - Cladophora kuetzingii Ardissone 1886
  - Cladophora hutchinsiae var. divarticata Harvey 1920
  - Cladophora hutchinsiae f. hormocladia (Kützing) Hamel 1924
  - Cladophora hutchinsiae f. pectinata Hamel 1924
  - Cladophora brachyclona var. laxa Schiffer 1938